# Exerodonta abdivita
Espèce
Synonymes
- Hyla abdivita Campbell & Duellman, 2000

Statut de conservation UICN

 DD  : Données insuffisantes
Exerodonta abdivita est une espèce d'amphibiens de la famille des Hylidae.

## Répartition
Cette espèce est endémique de l'État d'Oaxaca au Mexique. Elle se rencontre à l'Ouest de San Felipe Jalapa de Díaz,.

## Publication originale
- Campbell et Duellman, 2000 : New species of stream-breeding hylid frogs from the northern versant of the highlands of Oaxaca, Mexico. Scientific Papers, Natural History Museum, University of Kansas, vol. 16, p. 1-28 (texte intégral).